# Bismarckmaina
De Bismarckmaina (Mino kreffti) is een vogelsoort uit de familie Sturnidae.

## Verspreiding en leefgebied
Deze soort komt voor op het Bismarck-archipel en de Salomonseilanden en telt drie ondersoorten:
- M. k. giliau: Nieuw-Brittannië en Umboi.
- M. k. kreffti: Lavongai, Nieuw-Ierland en de noordelijke en centrale Salomonseilanden.
- M. k. sanfordi: Guadalcanal en Malaita.

1. ↑  (en) Bismarckmaina op de IUCN Red List of Threatened Species.